# Евелін Терра
Евелін Терра (фр. Évelyne Terras; 25 вересня 1944 — 24 вересня 2012) — колишня французька тенісистка.
Найвищим досягненням на турнірах Великого шолома було 3 коло в одиночному та парному розрядах.

## Фінали турнірів Великого шолома

### Парний розряд (1 поразка)
| Результат | Рік  | Турнір              | Покриття | Партнерка     | Суперниці                       | Рахунок  |
| --------- | ---- | ------------------- | -------- | ------------- | ------------------------------- | -------- |
| Поразка   | 1967 | Чемпіонат Австралії | Трава    | Лоррен Коглан | Леслі Тернер Боурі Джуді Тегарт | 0–6, 2–6 |